# Ananuri

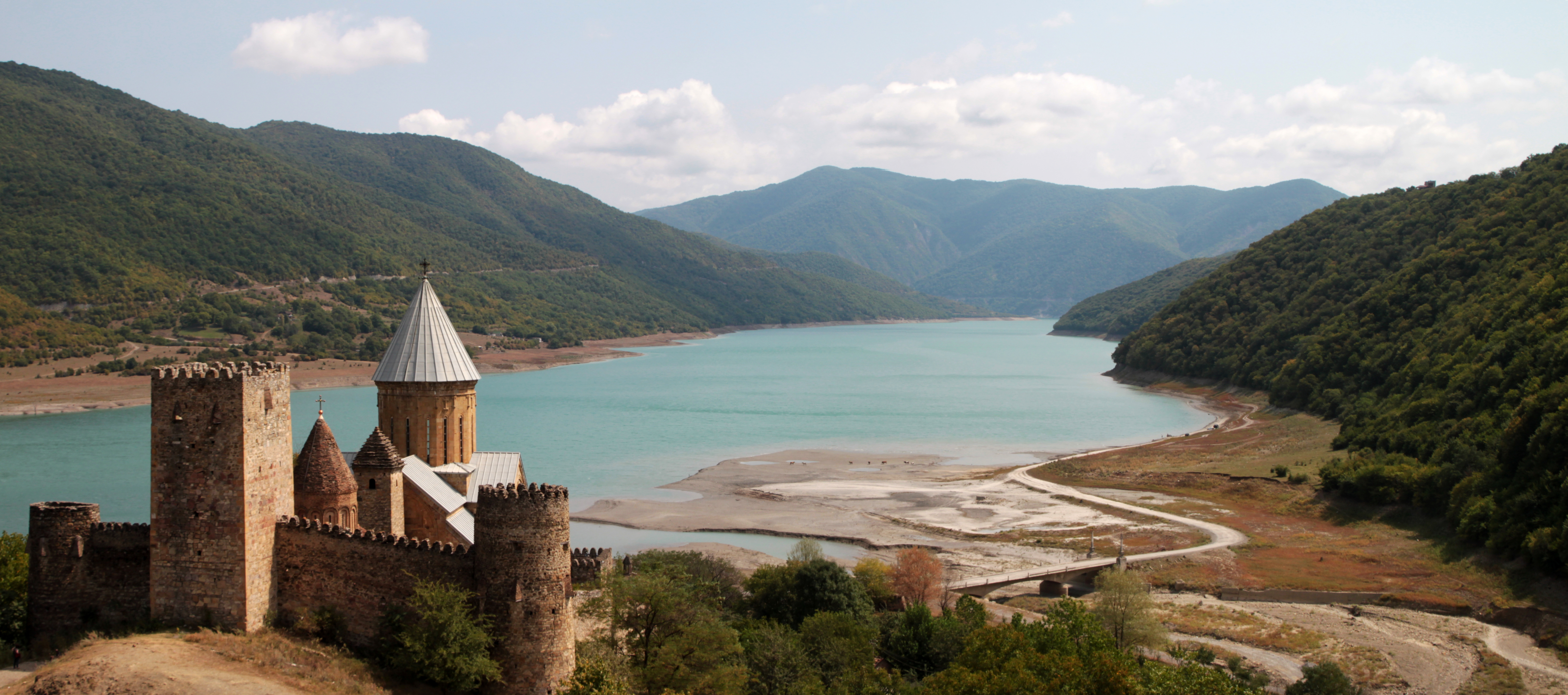
Ananuri, castelo e mosteiro.

Ananuri (em georgiano:ანანური) é uma fortaleza no rio Aragvi na região de Misqueta-Montanhas na Geórgia,  cerca de 66 quilômetros ao norte de Tiblíssi, na estrada militar que leva a Kazbegui. 
O complexo da fortaleza de Ananuri era a sede dos Eristavis (duques) de Aragvi, uma dinastia feudal que governava a região desde o século XIII. O castelo foi palco de inúmeras batalhas. 
Em 1739, ele foi atacado e queimado pelas forças de um ducado rival, comandado por Shanshe de Ksani. O clã Aragvi foi massacrado, no entanto, quatro anos depois, os camponeses locais se rebelaram contra o governo de Shamshe, matando os usurpadores e convidando o rei Teimuraz II para governá-los. No entanto, em 1746, o rei teve que reprimir outra insurreição camponesa, com a ajuda do rei Heráclio II de Caquécia. A fortaleza permaneceu em uso até o início do século XIX. Em 2007, o complexo entrou na lista provisória do programa do Patrimônio Mundial da UNESCO.

## Arquitetura

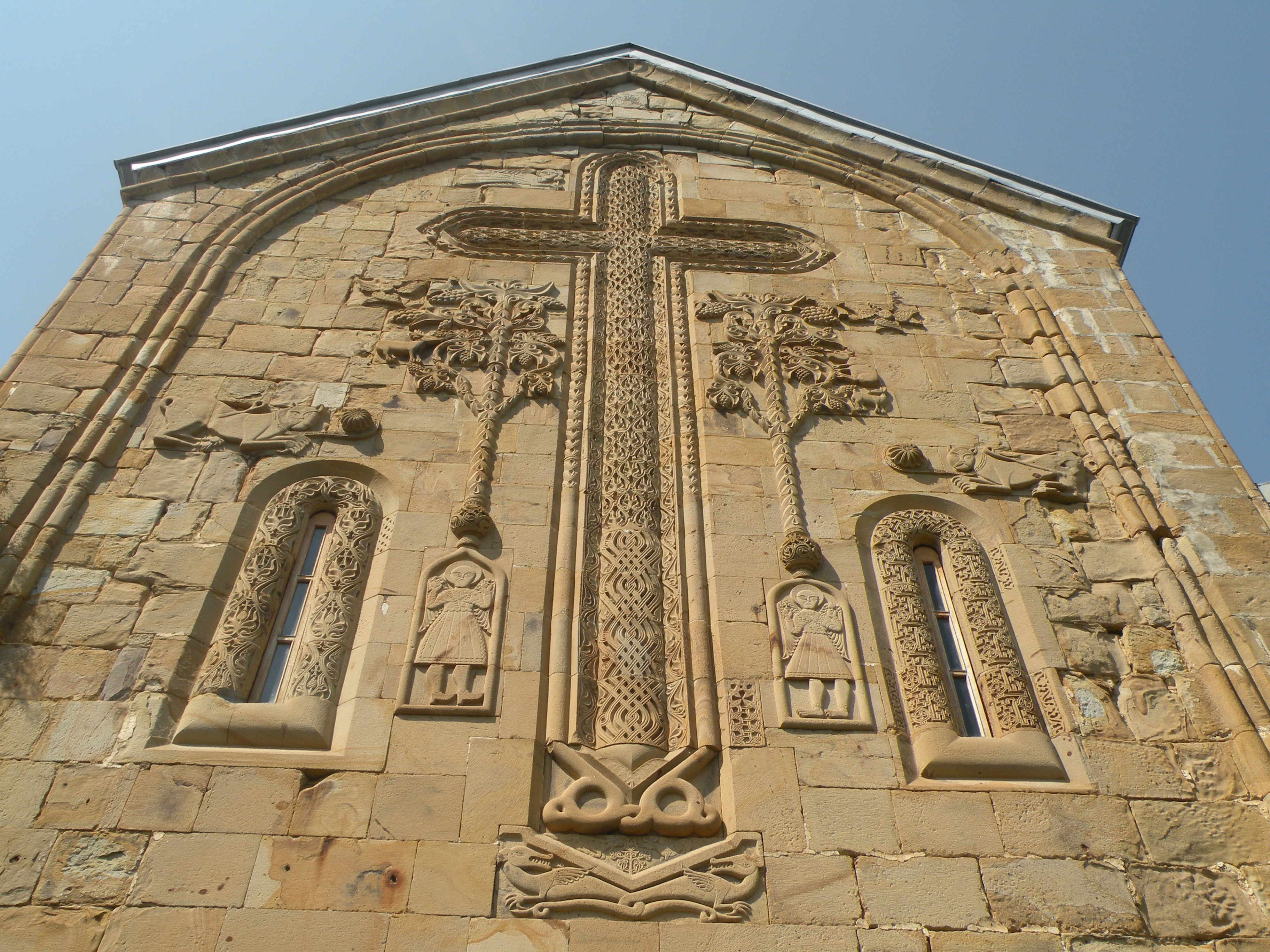
Fachada oriental da igreja da Assunção, Ananuri.

A fortificação consiste em dois castelos conectados por uma parede lateral. A parte superior tem uma grande torre quadrada, enquanto a inferior tem uma torre redonda. 
Dentro da fortaleza existem duas igrejas. O mais antigo é o da Virgem, que data da primeira metade do século XVII.